# Windsurf World Cup 2007
Der Windsurf World Cup 2007 begann mit dem Wave World Cup in Santa Maria (Kap Verde) am 22. Februar 2007 und endete mit dem Wave World Cup bei Tiree (Großbritannien) am 13. Oktober 2007.

## World-Cup-Wertungen

### Wave
| Rang | Name                   | Land                   | Punkte |
| ---- | ---------------------- | ---------------------- | ------ |
| 01   | Kauli Seadi            | Brasilien              | 8301   |
| 02   | Víctor Fernández López | Spanien                | 8054   |
| 03   | Josh Angulo            | Kap Verde              | 7774   |
| 04   | Nik Baker              | Vereinigtes Königreich | 7774   |
| 05   | Kevin Pritchard        | Vereinigte Staaten     | 7642   |
| 06   | Levi Siver             | Vereinigte Staaten     | 7477   |
| 07   | Jason Polakow          | Australien             | 7461   |
| 08   | Vidar Jensen           | Norwegen               | 7362   |
| 09   | Julien Taboulet        | Frankreich             | 7296   |
| 10   | Ross Williams          | Vereinigtes Königreich | 7115   |

| Rang | Name                 | Land        | Punkte |
| ---- | -------------------- | ----------- | ------ |
| 01   | Iballa Ruano Moreno  | Spanien     | 6168   |
| 02   | Daida Ruano Moreno   | Spanien     | 6119   |
| 03   | Karin Jaggi          | Schweiz     | 6020   |
| 04   | Junko Nagoshi        | Japan       | 6003   |
| 05   | Nayra Alonso         | Spanien     | 5987   |
| 06   | Anne-Marie Reichmann | Niederlande | 5773   |
| 07   | Silvia Alba Orozco   | Spanien     | 5559   |
| 08   | Waka Nishida         | Japan       | 5361   |
| 09   | Anna Blanch          | Spanien     | 5080   |
| 10   | Ulrike Hölzl         | Österreich  | 3805   |

### Freestyle
| Rang | Name               | Land        | Punkte |
| ---- | ------------------ | ----------- | ------ |
| 01   | Marcilio Browne    | Brasilien   | 6102   |
| 02   | Gollito Estredo    | Venezuela   | 6068   |
| 03   | Kiri Thode         | Bonaire     | 6020   |
| 04   | Ricardo Campello   | Venezuela   | 5970   |
| 05   | Everon Frans       | Bonaire     | 5838   |
| 06   | Thomas Traversa    | Frankreich  | 5822   |
| 07   | Anthony Ruenes     | Frankreich  | 5739   |
| 08   | Nicolas Akgazciyan | Frankreich  | 5542   |
| 09   | André Paskowski    | Deutschland | 5393   |
| 10   | Elton Frans        | Bonaire     | 5377   |

| Rang | Name                      | Land         | Punkte |
| ---- | ------------------------- | ------------ | ------ |
| 01   | Daida Ruano Moreno        | Spanien      | 6300   |
| 02   | Sarah-Quita Offringa      | Aruba        | 6168   |
| 03   | Laure Treboux             | Schweiz      | 6102   |
| 04   | Nayra Alonso              | Spanien      | 1902   |
| 05   | Silvia Alba Orozco        | Spanien      | 5700   |
| 06   | Iballa Ruano Moreno       | Spanien      | 5888   |
| 07   | Junko Nagoshi             | Japan        | 5987   |
| 08   | Yolanda Freites de Brendt | Venezuela    | 5822   |
| 09   | Evi Tsape                 | Griechenland | 3640   |
| 10   | Emma Johansson            | Schweden     | 5460   |

### Slalom
| Rang | Name              | Land                     | Punkte |
| ---- | ----------------- | ------------------------ | ------ |
| 01   | Antoine Albeau    | Frankreich               | 10500  |
| 02   | Kevin Pritchard   | Vereinigte Staaten       | 10335  |
| 03   | Bjørn Dunkerbeck  | Schweiz                  | 10236  |
| 04   | Micah Buzianis    | Vereinigte Staaten       | 10104  |
| 05   | Finian Maynard    | Britische Jungferninseln | 09675  |
| 06   | Pieter Bijl       | Niederlande              | 09576  |
| 07   | Peter Volwater    | Niederlande              | 09543  |
| 08   | Cyril Moussilmani | Frankreich               | 09444  |
| 09   | Ross Williams     | Vereinigtes Königreich   | 09180  |
| 10   | Patrick Diethelm  | Italien                  | 09114  |

| Rang | Name                 | Land          | Punkte |
| ---- | -------------------- | ------------- | ------ |
| 01   | Karin Jaggi          | Schweiz       | 6267   |
| 02   | Valérie Ghibaudo     | Frankreich    | 4167   |
| 03   | Sarah Hebert         | Neukaledonien | 4035   |
| 04   | Verena Fauster       | Italien       | 3969   |
| 05   | Çağla Kubat          | Türkei        | 3837   |
| 06   | Gul Tercan           | Türkei        | 3606   |
| 07   | Sedef Koktenturk     | Türkei        | 3540   |
| 08   | Iballa Ruano Moreno  | Spanien       | 2034   |
| 08   | Ayako Suzuki         | Japan         | 2034   |
| 10   | Haruna Furusawa      | Japan         | 2001   |
| 10   | Sarah-Quita Offringa | Aruba         | 2001   |

## Podestplatzierungen Männer

### Wave
| Datum               | Ort            | 1. Platz                                                   | 2. Platz                                                   | 3. Platz                                                   |
| ------------------- | -------------- | ---------------------------------------------------------- | ---------------------------------------------------------- | ---------------------------------------------------------- |
| 22.02. – 04.03.2007 | Santa Maria    | Josh Angulo                                                | Kauli Seadi                                                | Kevin Pritchard                                            |
| 04.06. – 09.06.2007 | Cascais        | Víctor Fernández López                                     | Kauli Seadi                                                | Josh Angulo                                                |
| 09.07. – 18.07.2007 | Pozo Izquierdo | Víctor Fernández López                                     | Kauli Seadi                                                | Julien Taboulet                                            |
| 09.09. – 16.09.2007 | Imbituba       | Kauli Seadi                                                | Nik Baker                                                  | Levi Siver                                                 |
| 21.09. – 30.09.2007 | Sylt           | Wegen zu wenig Wind abgesagt.                              | Wegen zu wenig Wind abgesagt.                              | Wegen zu wenig Wind abgesagt.                              |
| 06.10. – 13.10.2007 | Tiree          | Wegen zu wenig Wind abgebrochen und die Punkte aufgeteilt. | Wegen zu wenig Wind abgebrochen und die Punkte aufgeteilt. | Wegen zu wenig Wind abgebrochen und die Punkte aufgeteilt. |

### Freestyle
| Datum               | Ort           | 1. Platz        | 2. Platz     | 3. Platz         |
| ------------------- | ------------- | --------------- | ------------ | ---------------- |
| 30.06. – 07.07.2007 | Costa Teguise | Gollito Estredo | Kiri Thode   | Ricardo Campello |
| 20.07. – 30.07.2007 | Costa Calma   | Marcilio Browne | Kiri Thode   | Thomas Traversa  |
| 21.09. – 30.09.2007 | Sylt          | Gollito Estredo | Everon Frans | Marcilio Browne  |

### Slalom
| Datum               | Ort                | 1. Platz        | 2. Platz         | 3. Platz         |
| ------------------- | ------------------ | --------------- | ---------------- | ---------------- |
| 05.05. – 12.05.2007 | Ulsan              | Kevin Pritchard | Micah Buzianis   | Antoine Albeau   |
| 12.06. – 16.06.2007 | Sant Pere Pescador | Antoine Albeau  | Micah Buzianis   | Bjørn Dunkerbeck |
| 30.06. – 07.07.2007 | Costa Teguise      | Antoine Albeau  | Kevin Pritchard  | Bjørn Dunkerbeck |
| 09.07. – 18.07.2007 | Pozo Izquierdo     | Antoine Albeau  | Kevin Pritchard  | Matt Pritchard   |
| 20.07. – 30.07.2007 | Costa Calma        | Antoine Albeau  | Kevin Pritchard  | Bjørn Dunkerbeck |
| 13.08. – 18.08.2007 | Alaçatı            | Antoine Albeau  | Bjørn Dunkerbeck | Kevin Pritchard  |
| 21.09. – 30.09.2007 | Sylt               | Antoine Albeau  | Bjørn Dunkerbeck | Kevin Pritchard  |

## Podestplatzierungen Frauen

### Wave
| Datum               | Ort            | 1. Platz           | 2. Platz            | 3. Platz            |
| ------------------- | -------------- | ------------------ | ------------------- | ------------------- |
| 04.06. – 09.06.2007 | Cascais        | Daida Ruano Moreno | Karin Jaggi         | Iballa Ruano Moreno |
| 09.07. – 18.07.2007 | Pozo Izquierdo | Daida Ruano Moreno | Iballa Ruano Moreno | Karin Jaggi         |
| 21.09. – 30.09.2007 | Sylt           | Nayra Alonso       | Iballa Ruano Moreno | Steffi Wahl         |

### Freestyle
| Datum               | Ort            | 1. Platz             | 2. Platz             | 3. Platz      |
| ------------------- | -------------- | -------------------- | -------------------- | ------------- |
| 30.06. – 07.07.2007 | Costa Teguise  | Sarah-Quita Offringa | Daida Ruano Moreno   | Laure Treboux |
| 09.07. – 18.07.2007 | Pozo Izquierdo | Daida Ruano Moreno   | Sarah-Quita Offringa | Laure Treboux |
| 20.07. – 30.07.2007 | Costa Calma    | Daida Ruano Moreno   | Sarah-Quita Offringa | Laure Treboux |

### Slalom
| Datum               | Ort         | 1. Platz         | 2. Platz         | 3. Platz            |
| ------------------- | ----------- | ---------------- | ---------------- | ------------------- |
| 05.05. – 12.05.2007 | Ulsan       | Karin Jaggi      | Sarah Hebert     | Ayako Suzuki        |
| 20.07. – 30.07.2007 | Costa Calma | Karin Jaggi      | Valérie Ghibaudo | Iballa Ruano Moreno |
| 13.08. – 18.08.2007 | Alaçatı     | Valérie Ghibaudo | Karin Jaggi      | Verena Fauster      |

## Konstrukteurscup
| Rang | Firma        | Punkte |
| ---- | ------------ | ------ |
| 01   | Starboard    | 34     |
| 02   | Fanatic      | 21     |
| 03   | Mistral      | 15     |
| 04   | F2           | 13     |
| 05   | JP Australia | 12     |

| Rang | Firma       | Punkte |
| ---- | ----------- | ------ |
| 01   | North Sails | 34     |
| 02   | NeilPryde   | 28     |
| 03   | Gaastra     | 17     |
| 04   | Naish       | 14     |
| 05   | Maui Sails  | 12     |

| Rang | Firma       | Punkte |
| ---- | ----------- | ------ |
| 01   | North Sails | 34     |
| 02   | NeilPryde   | 28     |
| 03   | Gaastra     | 17     |
| 04   | Naish       | 14     |
| 05   | Maui Sails  | 12     |